# گول ایر ترنسپورت

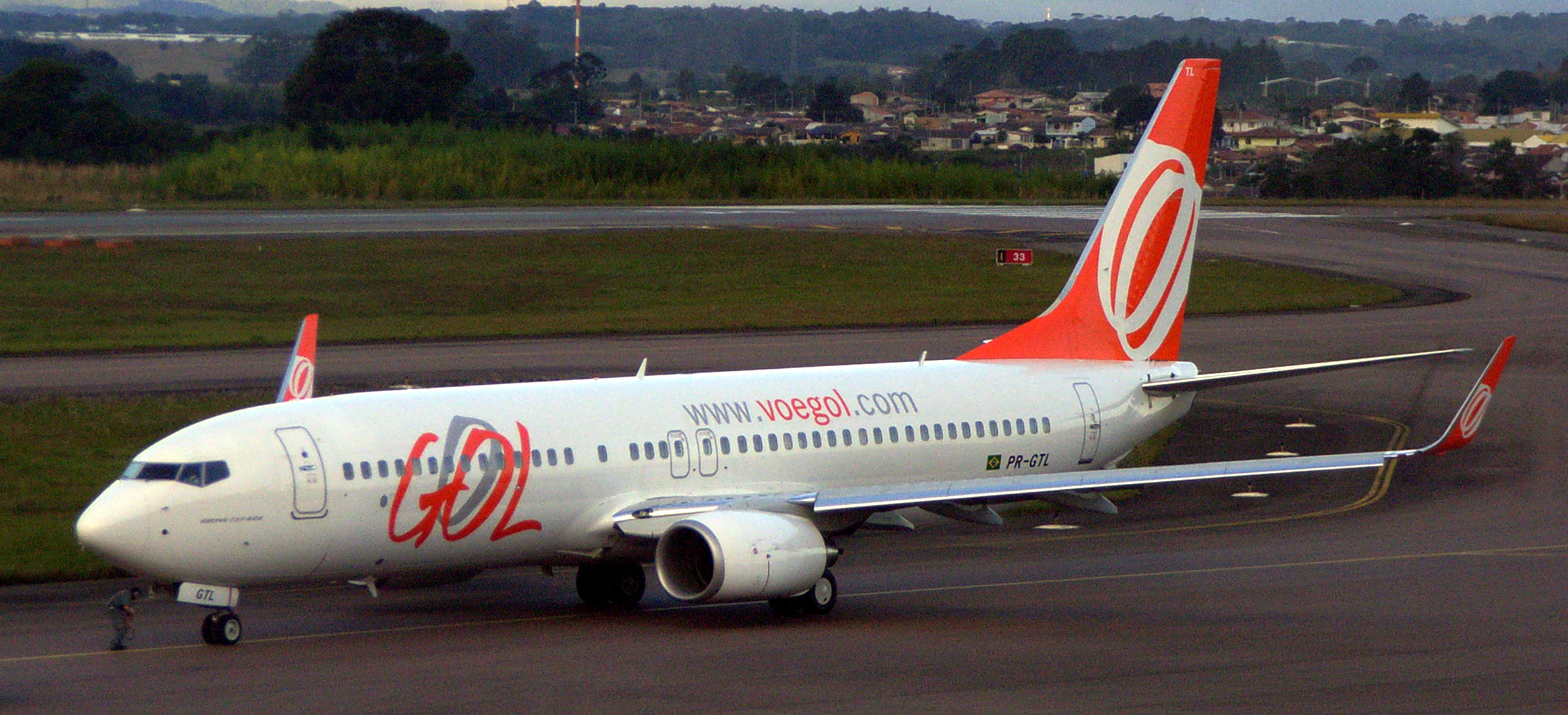
بوئینگ ۷۳۷ متعلق به شرکت گول، در فرودگاه بین‌المللی آفونسو پنا

گول ایر ترانسپورت (به انگلیسی: Gol Air Transport) شرکت هواپیمایی برزیلی است، که بخش عمده فعالیت‌های آن، بر ارائه خدمات ترابری ارزان‌قیمت متمرکز می‌باشد.
شرکت گول ایر در سال ۲۰۰۰ توسط خانواده کونستانتینو راه‌اندازی شد و نخستین پرواز آن، در تاریخ ۱۵ ژانویه ۲۰۰۱ از برازیلیا به سائوپائولو انجام شد. این شرکت در حال حاضر بیش از ۳۲٫۱۹٪ درصد از حمل‌ونقل هوایی داخلی برزیل و ۱۰٫۳۲٪ درصد از سهم ترابری هوایی بین‌المللی این کشور را، در کنترل خود دارد. می‌باشد.
دفتر مرکزی این شرکت در شهر سائوپائولو قرار دارد و سهام آن در بازار بورس نیویورک و بورس سائوپائولو معامله می‌شود. قطب‌های شرکت هواپیمایی گول ایر عبارتند از: فرودگاه کونگونهاس-سائو پاوئولو، فرودگاه بین‌المللی ریو دوژانیرو گالیائو و فرودگاه بین‌المللی برازیلیا، فرودگاه بین‌المللی تانکردو نوس در نزدیکی بلو هوریزونته، فرودگاه سانتوس دومنت، فرودگاه بین‌المللی سائو پائولوگوارولخس و فرودگاه بین‌المللی سلگدو فیلهو در پورتو الگره.